# 몬팔코네

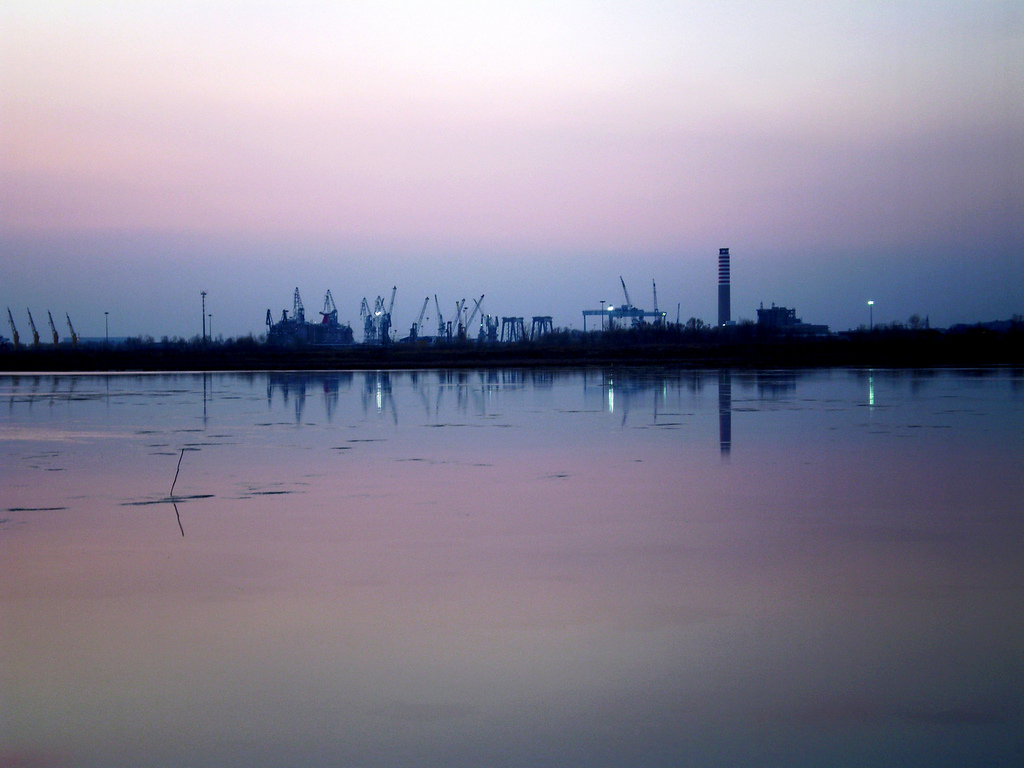
몬팔코네

몬팔코네(이탈리아어: Monfalcone)는 이탈리아 프리울리베네치아줄리아주 고리치아도에 있는 인구 약 2만 8000명의 도시이다. 아드리아해에 접한 항만 · 공업 도시로, 조선업의 거점이다. 주변 지역을 포함한 몬팔코네 도시권의 인구는 5만명에 달한다.